# Kaman-Kalehöyük
Koordinaten: 39° 21′ 46,3″ N, 33° 47′ 12,2″ O
Kaman-Kalehöyük ist ein archäologischer Fundort in der zentraltürkischen Provinz Kırşehir. Durch stete Inschuttlegung und Wiederbesiedlung während der letzten mindestens 4000 Jahre erhebt sich heute ein Siedlungshügel (türk. höyük). Südlich des Hügels befinden sich das Forschungszentrum der japanischen Archäologen sowie das Kaman-Kalehöyük-Museum.

## Lage
Der Kalehöyük liegt ca. 1,5 km nördlich des Dorfes Çağırkan im Landkreis Kaman in der Provinz Kırşehir, nordöstlich des Tuz Gölü und ca. 100 km südöstlich von Ankara. Die Umgebung ist zentralanatolisches salzreiches Trockenland. Gleich südlich des Siedlungshügels verlief früher die bekannte Verkehrsstraße Göç Yolu. Heute verläuft nördlich die Fernstraße Ankara–Kırşehir.

## Forschungsgeschichte
1985 begann das „Middle Eastern Culture Center in Japan“ (aus dem später das „Japanese Institute of Anatolian Archaeology“ entstand) erste Grabungen, die bis heute fortgesetzt werden. Vor kurzem schenkte Japan der Türkei ein hügelförmiges Museum.

## Geschichte
Sicher ist, dass es keine nachhethitische Siedlungspause gegeben hat. Kaman hat alle Phasen hethitischer Besiedlung erlebt. Schon in Schicht IVa gab es einen assyrischen Einfluss.

### Perioden/Stratigrafie
(nach Omura 2011, S. 1099–1100)
I: Mittelalter (Funde: Haarbroschen, 1 Keramikschale, Ohr- und Fingerringe, Steinlampe, Münzen usw.)
- Ia Osmanische Periode
- Ib Byzantinische Periode

II: Eisenzeitliche Besiedlungen
Funde: Fibeln und Pfeilspitzen, darunter einige in skythischem Stil. Zierplättchen aus Tierknochen, bemalte Keramik. Dazu phrygische, achämenidische und evtl. ein elamisches Stempelsiegel.
- IIa 1–2 Hellenistische Periode (Alexander der Große und später)
- IIa 3–5 Späte Eisenzeit (lydisch, achämenidisch)
- IIa 6 – IIc 1 Mittlere Eisenzeit (phrygische Herrschaft)
- IIc 2–3 Mittlere Eisenzeit (Alişar IV)
- IId 1–3 Frühe Eisenzeit (Dark Age)

III: Hethitische Periode
- IIIa	15. ~ 12. Jh. v. Chr. Hethitisches Großreich
- IIIb	17. ~ 15. Jh. v. Chr. Altes Hatti-Reich
- IIIc	20. ~ 17. Jh. v. Chr. Assyrische Kolonien

IV: Vorhethitische Zeit
- IVa Intermediate Period
- IVb Frühbronzezeit

## Architektur
In Stratum IIIb (althethitisch) wurden Rundstrukturen von ca. 15 m Durchmesser gefunden mit Mauern, die ursprünglich um die 5 m hoch waren. In einer „Round Structure 2“ wurden Pfostenlöcher (Durchmesser 50 bis 70 cm) gefunden. Gebaut waren die Rundmauern mit Steinziegeln, die 20 × 20 cm messen. Daneben fand man für Schicht IIIb lediglich kleine, ein- bis zweiräumige Häuser sowie ein fünfräumiges, alle ebenfalls aus gehauenem Stein gemauert. Aus Schicht IIIc gibt es ein neunräumiges Gebäude, allerdings vollständig zerstört durch die darauf errichteten Rundstrukturen.
Funde: Ein phrygisch-hethitisches Stempelsiegel aus Schicht IIa, das von einer Vermischung der hethitischen und phrygischen Kultur zeugt. Aus Schicht IIIc (Zeit der assyrischen Handelskolonien) waren die Hauptfunde feuergeschädigte Menschenskelette, sowohl im Hof des neunräumigen Gebäudes als auch innerhalb der Ruinen. Neben den Skeletten fand man Dolche aus Kupferlegierung, Schwerter und Speerspitzen, von denen eine in einem Schädel steckte.

## Inschriften
Hieroglyphische Inschrift auf einer Tonbulle: CERVUS3-ti-wi(ya). Datiert um 14. Jahrhundert v. Chr., nachträglich in eine Rundstruktur geworfen.

## Bilder

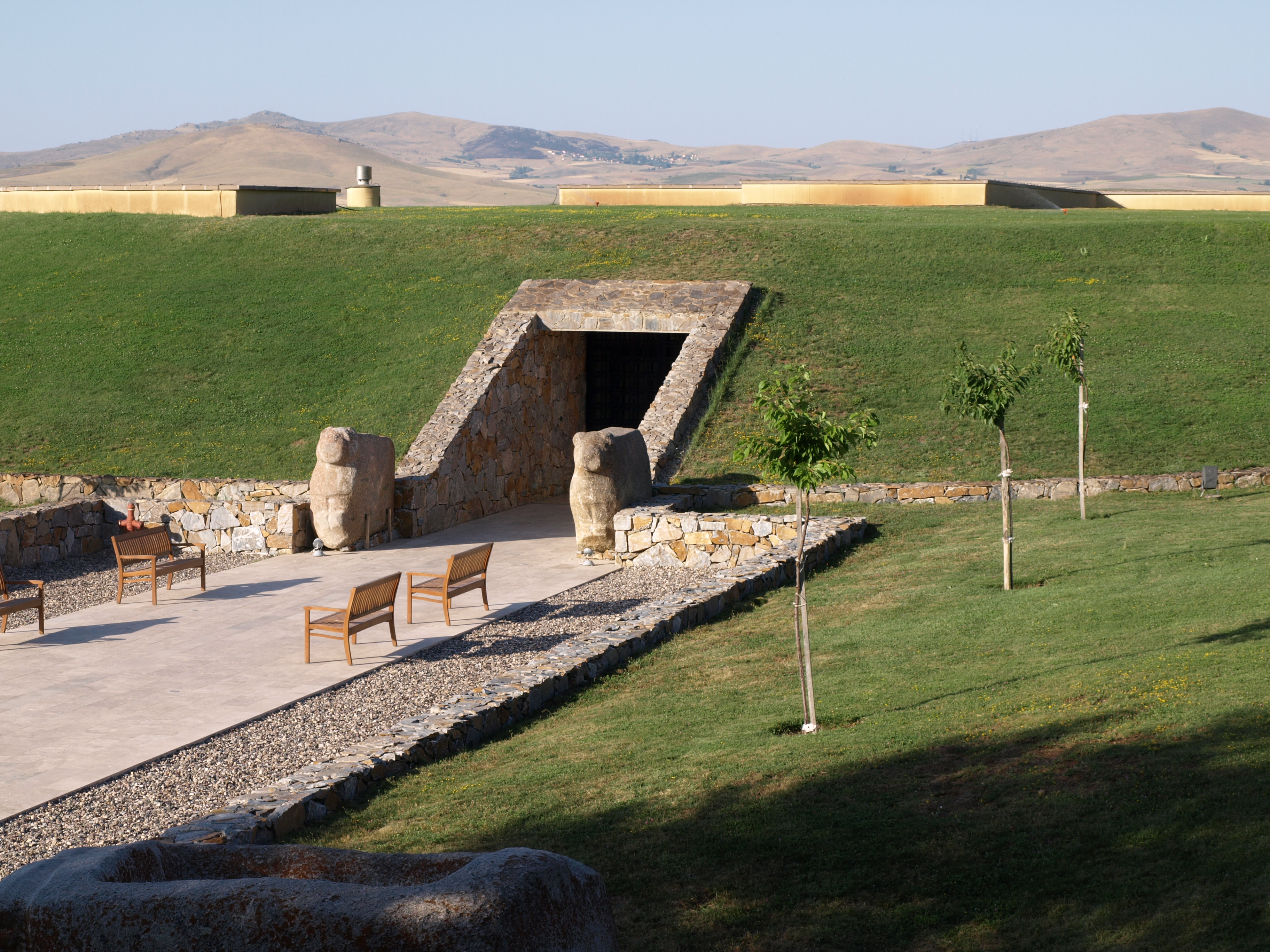
Archäologisches Museum Kalehöyük bei Kaman
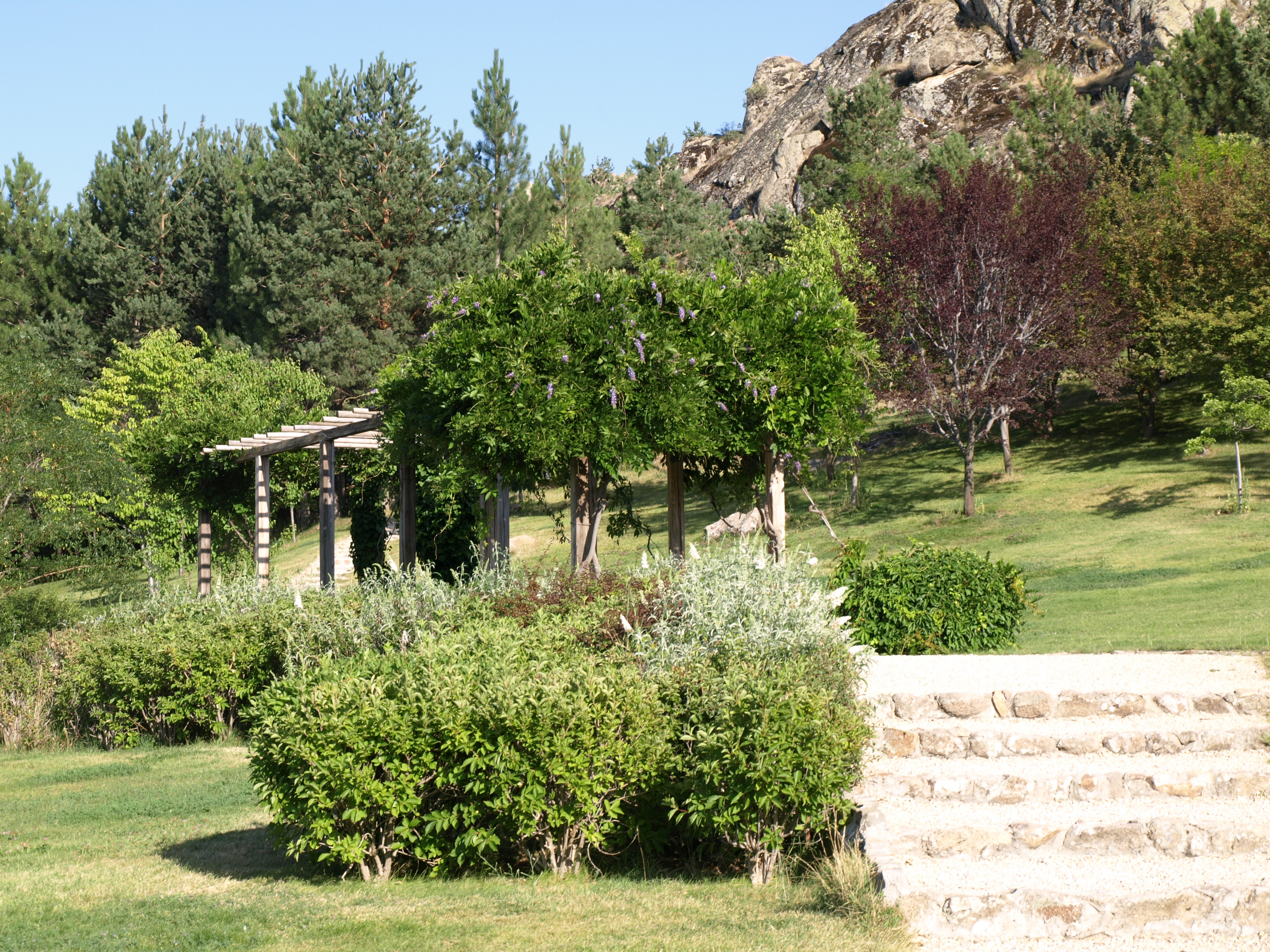
Japanischer Park beim Museum Kalehöyük
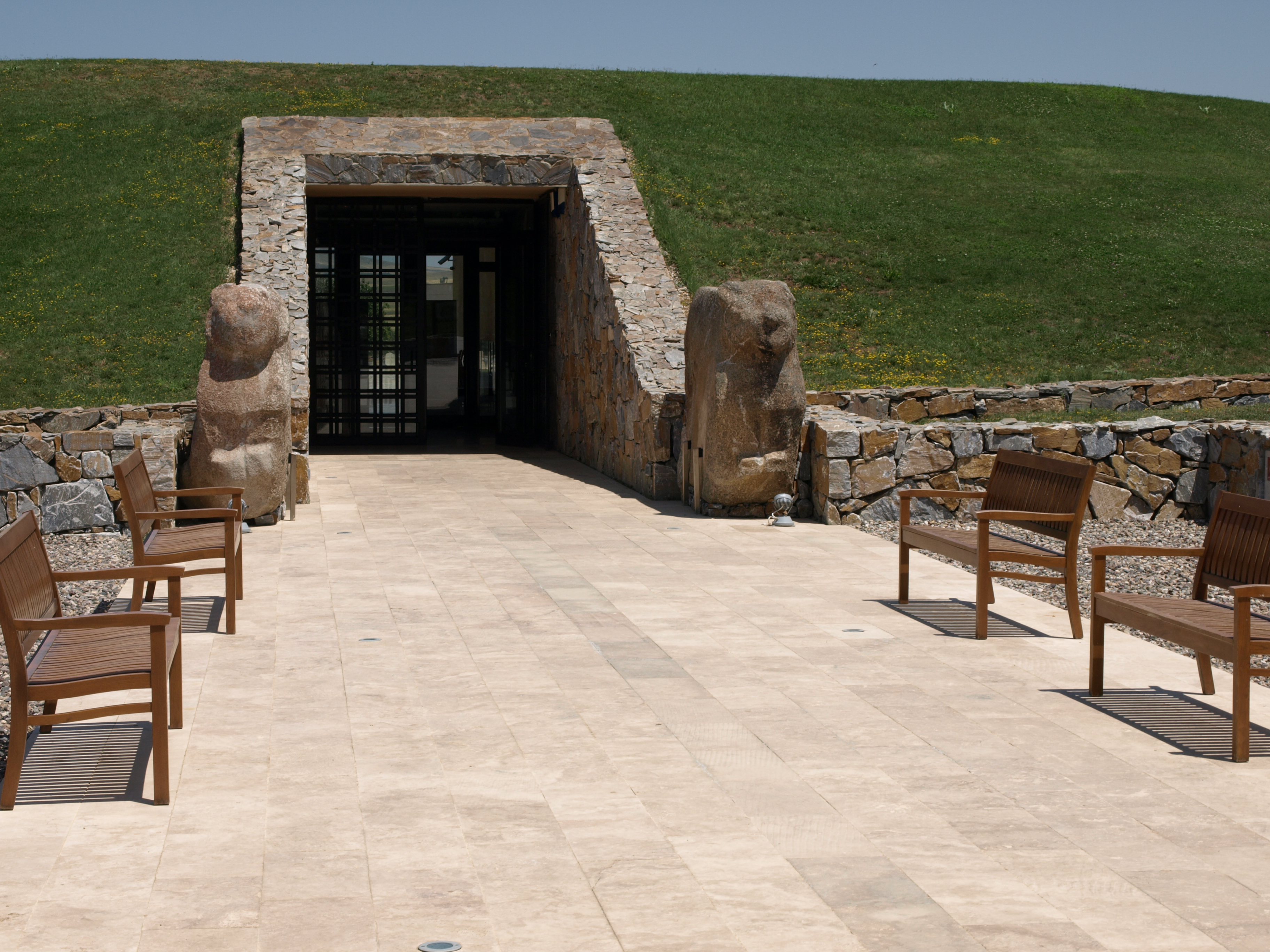
Eingang des archäologischen Museums Kalehöyük bei Kaman